# Handley Page Hampden
Pour les articles homonymes, voir Hampden (homonymie).
Le Handley Page HP.52 Hampden était un bombardier moyen bimoteur de la Royal Air Force en service pendant la Seconde Guerre mondiale. Il a participé avec les Whitley et les Wellington au début des bombardements stratégiques au-dessus de l'Europe, en prenant notamment part au premier raid nocturne sur Berlin et au premier raid de plus de 1000 bombardiers lancé sur Cologne. Bien qu'il soit le plus récent des trois bombardiers moyens, le Hampden n'est guère adapté à la guerre moderne entraînant son retrait du Bomber Command vers la fin de 1942.

## Conception et développement
Handley Page a conçu le Hampden selon le même cahier des charges que celui du Wellington de Vickers (Cahier des charges B.9/32 de l'Air Ministry). Le prototype effectue son premier vol le 21 juin 1936. Une série de 180 appareils de la version Mark.I est produite selon les spécifications 30/36.
Le Mk I avait un équipage de 4 personnes : le pilote, le navigateur/bombardier, l'opérateur radio et le mitrailleur de queue. Conçu comme un "chasseur bombardier" rapide et manœuvrable, le Hampden avait une mitrailleuse fixe Vickers K d'un calibre de 7,7 mm dans la partie avant du fuselage. Pour éviter les inconvénients d'une lourde tourelle à commande électrique, le Hampden avait un nez courbe en plexiglas armé d'une mitrailleuse à pointage manuel Vickers K. Deux mitrailleuses Vickers K en position arrière inférieure et supérieure complètent l'armement défensif du Hampden. Les mitrailleuses étaient totalement inefficaces pour la protection du bombardier. Ainsi, en 1940, les mitrailleuses simples ont été remplacées par des mitrailleuses Vickers K jumelées.
1 430 Hampden furent construits au total : 500 par Handley Page, 770 par English Electric à Samlesbury dans le Lancashire, et, en 1940-1941, 160 au Canada par le Canadian Associated Aircraft (bien que certains restèrent au Canada, 84 furent envoyés au Royaume-Uni par voie maritime).

## Versions
Le Hampden était motorisé avec deux Bristol Pegasus XVIII de 9 cylindres en étoile de 980 ch (730 kW). La version Mark.II fut développée en tant que HP.62 en convertissant en 1940 deux Hampden avec deux moteurs Wright Cyclone de 1 000 ch (750 kW). Aucune suite ne fut donnée à ce projet.
L'intérêt des Suédois pour une commande de HP.52 a conduit à la mise au point du prototype du HP.53 qui fut ensuite utilisé comme banc d'essai volant à des moteurs Napier Dagger (en) VIII de 24 cylindres en ligne refroidis par air développant 1000 ch (750 kW).
En 1936, la RAF commande 150 Hampden équipés de moteurs Dagger sous le nom de Hereford. En raison des problèmes de refroidissement moteurs rencontrés sur les Hereford, la plupart ont été remotorisés comme les Hampden. Les Hereford survivants ont servi uniquement dans des unités d'entraînement.

## Service opérationnel
Le Squadron 49 de la RAF reçut ses premiers Hampden en septembre 1938. Le Flight Lieutenant Rod Learoyd (en) de cette unité reçut la Victoria Cross pour l'attaque qu'il avait commandée contre l'aqueduc de Dortmund-Ems le 12 août 1940. Le sergent John Hannah (en), un opérateur radio / mitrailleur du Squadron 83 reçut également la Victoria Cross après avoir combattu l'incendie qui ravageait son Hampden, permettant de ramener l'appareil et l'équipage sain et sauf en Angleterre.
Au début de la Seconde Guerre mondiale, un total de 226 Hampden étaient en service dans huit squadrons de la RAF. En dépit de sa vitesse et de son agilité, le Hampden ne pouvait pas beaucoup résister aux chasseurs de la Luftwaffe. Sa carrière en tant que bombardier de jour fut donc brève, mais le Hampden continua à effectuer des missions de bombardement de nuit sur l'Allemagne ainsi que missions de mouillage de mines en Mer du Nord (nom de code gardening ou jardinage)
Près de la moitié des Hampden construits (714) ont été perdus en opération, emportant dans la mort 1 077 membres d'équipage et 739 disparus. La flak allemande en descendit 108. Un Hampden fut la victime d'un ballon de barrage allemand. 263 autres Hampden furent perdus pour des causes "diverses" et finalement 214 furent déclarés "disparus". Les pilotes de la Luftwaffe ont revendiqué des victoires sur 128 Hampden dont 92 de nuit. Guy Gibson a passé la majeure partie de ses deux années de service de guerre en volant sur des Hampden et son livre Enemy Coast Ahead donne une bonne idée des essais et tribulations pour amener ces appareils au combat.
Après son retrait du service actif du Bomber Command en 1942, le Hampden prit du service en 1943 au Coastal Command en tant que bombardier-torpilleur et appareil de reconnaissance maritime. Le Hampden TB Mk I volait avec une torpille Mk XII dans une baie ouverte et une bombe de 127 kg sous chaque aile. Les Squadron 144 et 455 de la RAAF participèrent à l'escorte des convois de l'Arctique en opérant à partir de bases soviétiques. À la fin de leur mission, ils laissèrent 23 de leurs appareils pour l'aviation navale soviétique qui les utilisa dans le 3e escadron du 24 MTAP (Escadre de lutte anti-navires) au moins jusqu'à la fin de 1943.
Le Hampden fut également utilisé par les RCAF et RNZAF.
Après guerre, 200 appareils furent transférés au Canada où ils furent utilisés pour l'entraînement au bombardement et au tir.

## Utilisateurs

### Hampden
Australie
- Royal Australian Air Force
  - Squadron 455 de la RAAF. En service entre juillet 1941 et décembre 1943 avec les codes UB.

 Canada:
- Royal Canadian Air Force

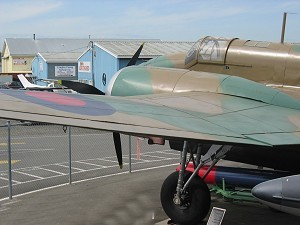
Hampden du Canadian Museum of Flight de Langley

  - Squadron 408 (Goose / Oie) de la RCAF. En service entre juillet 1941 et septembre 1942 avec les codes EQ
  - Squadron 415 (Swordfish / Espadon) de la RCAF. En service entre février 1942 et novembre 1943 avec les codes GX
  - Squadron 420 (Snowy Owl) de la RCAF. En service entre décembre 1941 et août 1942 avec les codes PT
  - Operational Training Unit 32 de la RCAF. En service entre mai 1942 et février 1944 avec les codes DK, LB, OP et RO

 Nouvelle-Zélande:
- Royal New Zealand Air Force
  - Squadron 489 de la RNZAF. En service entre février 1942 et novembre 1943 avec les codes XA.

 Royaume-Uni
- Royal Air Force
  - Squadron 7. En service d'avril 1939 à avril 1940 avec les codes LT (avant-guerre) puis MG (en guerre)
  - Squadron 44. En service de février 1939 à décembre 1941 avec les codes JW (avant-guerre) puis KM (en guerre)
  - Squadron 49. En service d'octobre 1938 à avril 1942 avec les codes XU (avant-guerre) puis EA (en guerre)
  - Squadron 50. En service de décembre 1938 à avril 1942 avec les codes QX (avant-guerre) puis VN (en guerre)
  - Squadron 61. En service de février 1939 à octobre 1941 avec les codes LS (avant-guerre) puis QR (en guerre)
  - Squadron 76. En service de mars 1939 à avril 1940 avec les codes NM (avant-guerre) puis MP (en guerre)
  - Squadron 83. En service de novembre 1938 à janvier 1942 avec les codes QQ (avant-guerre) puis OL (en guerre)
  - Squadron 97. En service en juillet / août 1941 avec les codes OF
  - Squadron 106. En service de mars 1939 à mars 1942 avec les codes XS (avant-guerre) puis ZN (en guerre)
  - Squadron 144. En service de mars 1939 à octobre 1942 avec les codes NV (avant-guerre) puis PL (en guerre)
  - Squadron 185. En service de juin 1939 à avril 1940 avec les codes ZM (avant-guerre) puis GL (en guerre)
  - Squadron 207. En service en juillet / août 1941 avec les codes EM
  - Squadron 517. En service d'août à novembre 1943
  - Squadron 519. En service d'août à novembre 1943 avec les codes Z9
  - Squadron 521. En service de septembre à décembre 1943 avec les codes 5O
  - (Conversion) Operational Training Unit 5. En service de juillet 1942 à septembre 1943 avec des codes individuels
  - Operational Training Unit 14. En service entre le 5 mai 1940 et décembre 1942 avec les codes AM, GL et VB
  - Operational Training Unit 16. En service entre le 18 avril 1940 et septembre 1942 avec les codes GA, JS et XG
  - Operational Training Unit 25. En service entre février et décembre 1941 avec les codes ZP
  - Meteorological Flight 1401 à RAF Bircham Newton / RAF Docking (en)
  - Meteorological Flight 1402 à Aldergrove
  - Meteorological Flight 1403 à Gosport / Bircham Newton et Gibraltar
  - Meteorological Flight 1404 à Saint Eval
  - Meteorological Flight 1406 à Wick
  - Meteorological Flight 1407 à Reykjavik

 Suède
- Force aérienne suédoise

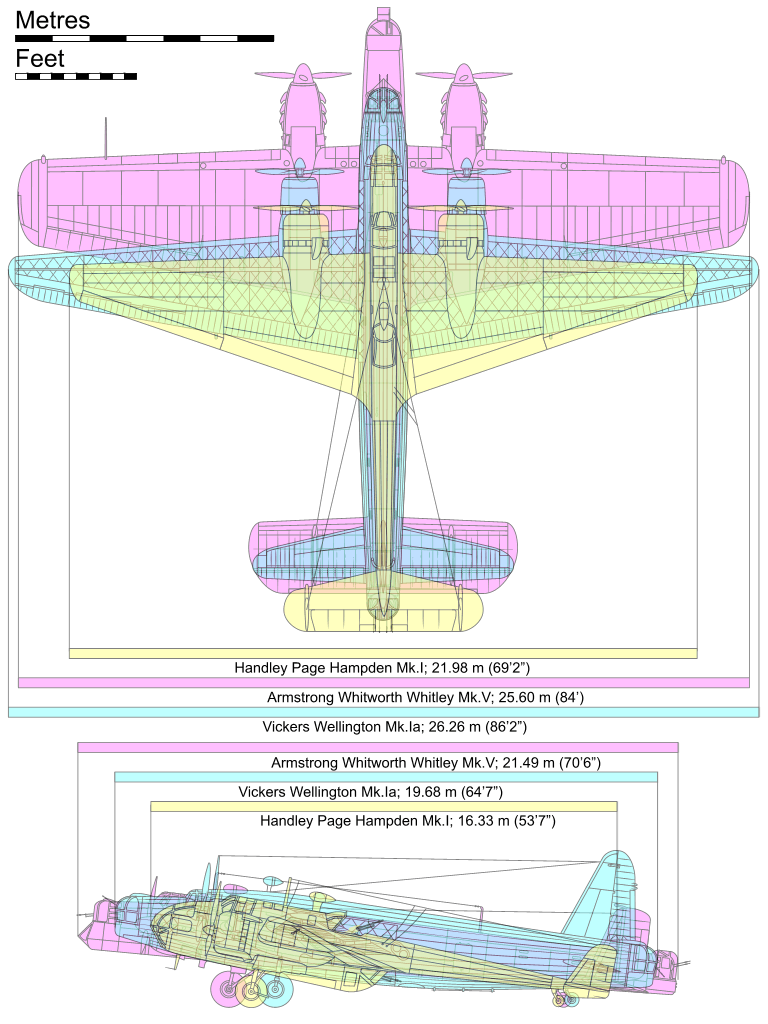
Comparaison des trois bombardiers bimoteurs britanniques en service au début de la guerre : le Hampden, le Wellington et le Whitley

  - Escadre de Reconnaissance F 11 de Nyköping. Elle utilisa un unique Hampden pour évaluation sous la désignation locale de P 5. L'appareil a été vendu après-guerre à Saab qui l'a utilisé pour le test des avioniques.

 Union soviétique
- Aviation Navale Soviétique
  - No. 24 MTAP

### Hereford
Royaume-Uni
- Royal Air Force
  - Squadron 185 de la RAF à RAF Cottesmore (en). En service en avril 1940.
  - Operational Training Unit 14 à RAF Cottesmore. En service à partir d'avril 1940.
  - Operational Training Unit 16 à RAF Upper Heyford (en) dans l'Oxfordshire. En service à partir du 7 mai 1940.
  - Torpedo Development Unit (Unité de développement des torpilles) à Gosport. Un seul appareil utilisé

## Les survivants
Il ne reste aucun Hampden en état de vol mais deux appareils ont été restaurés pour être exposés :
- Hampden Mk I "P1344" en cours de restauration au Royaume-Uni. Descendu en Russie en 1942, il a été redécouvert et sauvegardé en 1991. Les restes de l'appareil sont conservés au Michael Beetham Conservation Centre du Royal Air Force Museum de Cosford
- Hampden Mk I "P5435" a été restauré à partir du dernier exemplaire construit au Canada et découvert en 1989 sous 200 mètres d'eau dans le Saanich Inlet (en) de l'Île de Vancouver plus des éléments de deux autres Hampden qui s'étaient écrasés au Canada. L'appareil s'était abîmé en mer lors d'un vol d'entraînement en novembre 1942 après que le pilote eut perdu le contrôle de son appareil pendant un exercice de lancer de torpilles. La restauration de l'appareil était quasiment terminée en 2007. Il devait être l'une des attractions du Canadian Museum of Flight de Langley (Colombie-Britannique). Malheureusement en janvier 2009, d'importantes chutes de neige ont entraîné la rupture de l'aile gauche. Le musée recherche des dons pour la réparation de son Hampden[3]

### Développement lié
- Handley Page Hereford

### Aéronefs comparables
- Armstrong Whitworth Whitley
- Vickers Wellington
- PZL.37 Łoś